# بريندا سونغ
بريندا شيونغ  (بالإنجليزية: Brenda Song)‏(من مواليد 27 مارس 1988) هي الممثلة الاميركية ذات الأصل التايلاندي التي تشارك في قناة ديزني خلال مسلسل الحياة الحلوة لزاك وكودي. كما لديها عدد من الأعمال الأخرى في قناة ديزني من خلال أفلام ديزني الأصلية. أصبحت معروفة للجماهير الأكبر سنا في بطولة ويندي وو: «الوطن المحارب» الذي احتل المرتبة الثامنة في أكثر أفلام قناة ديزني الأصلية مشاهدة من قبل الجماهير (أكثر من 5.7 مليون مشاهد).

## روابط خارجية
- بريندا سونغ على موقع IMDb (الإنجليزية)
- بريندا سونغ على موقع روتن توميتوز (الإنجليزية)
- بريندا سونغ على موقع ألو سيني (الفرنسية)
- بريندا سونغ على موقع ميوزك برينز (الإنجليزية)
- بريندا سونغ على موقع أول موفي (الإنجليزية)
- بريندا سونغ على موقع قاعدة بيانات الأفلام السويدية (السويدية)
- بريندا سونغ على موقع إن إن دي بي (الإنجليزية)
- بريندا سونغ على موقع قاعدة بيانات الفيلم (الإنجليزية)
- بريندا سونغ على موقع كينوبويسك (الروسية)